# 小野寺浩二
小野寺 浩二（おのでら こうじ、1970年7月12日 - ）は、日本の漫画家。栃木県宇都宮市出身。男性、既婚。過去には成人向け漫画などを描く際に雉飼狂死郎やG.B小野寺（ゴールデンボンバーおのでら）のペンネームも使用していた。愛称はデラコー。
代表作に『妄想戦士ヤマモト』や『それいけ!!ぼくらの団長ちゃん』、『スピリチュアルぱらだいす』など。『ComicWalker』（KADOKAWA）や、少年画報社の『ヤングキング』『ヤングキングアワーズ』などの雑誌で連載。

## 来歴
小学生のころからノートにアニメのパロディ漫画を描く遊びをしており、高校生時に友人に言われたことをきっかけとして『週刊少年ジャンプ』（集英社）に初投稿。投稿2作目でホップ☆ステップ賞の努力賞を受賞する。その後専門学校生時に『週刊ヤングマガジン』（講談社）へ投稿し、初めて担当編集者が付いた。これがきっかけとなって本格的にプロの漫画家を目指すことになり、内定していた仕事を断ったという。1992年、小野寺浩二名義で描いた「有限会社 地球防衛カンパニー」が角川書店主催の新人賞・第8回コミックオーディションにて準入賞し、同作が『コミックコンプ』（角川書店）1992年4月号に掲載されデビュー。その後は雉飼狂死郎名義で成人向け漫画雑誌に執筆することとなるが、通常の成人向け漫画が描けないことに気付いたため『コミックみゃう!』（雄出版）掲載の読み切り「ゴールデン・ボンバー」は半ばやけくそになって描いたという。すると読者には受けが良く、当時の担当編集者によってペンネームを「ゴールデン・ボンバー」から取ったG.B小野寺（ゴールデンボンバーおのでら）にされる。以降G.B小野寺名義で何作か成人向け漫画を執筆する。
1996年には小野寺浩二名義で描いた読み切り「タイラント・ロード」が徳間書店主催の新人賞・第9回TOKUMAコミック大賞佳作を受賞し、同作が『月刊少年キャプテン』（徳間書店）1996年2月号に掲載。後に同誌で自身初連載作品「俺の名はバーサス!」を開始するも、雑誌が休刊になり未完となる。その後は再びG.B小野寺名義で主に成人向け漫画を描きつつ、小野寺浩二名義では『4コマギャグバトル』（光文社）などのゲームアンソロジーコミックに寄稿し両方とも2000年代前半まで活動する。
2つのペンネームを使い分けて活動する最中、1999年12月発売の『アワーズ2000』（少年画報社）に小野寺浩二名義で描いた読み切り「嗚呼!純愛番長」が掲載され、これ以降は小野寺浩二名義で一般誌にて作品を発表することが多くなる。このころ、雄出版よりG.B小野寺名義で描いた成人向け漫画を収録した自身初の単行本『嗚呼!熱血ロリータ番長』が出版され、以降も同社より単行本が何冊か出版された。2002年には1年の間に単行本が7冊発行されたことで注目を集め、小学館や講談社といった少年画報社以外の出版社からも声がかかったという。その後も主に少年画報社発行の青年漫画雑誌にて活動していたが、2007年まで『ヤングキングアワーズ』（少年画報社）に連載していた「聖乙女学園血風録」を最後に一旦同社の漫画雑誌から離れることとなり、2012年にアワーズにて「ソレミテ」を連載開始。少年画報社の漫画雑誌には5年ぶりの復帰となる。少年画報社から一旦離れた2007年辺りからは様々な出版社の青年漫画雑誌にて連載を持っている。
劇団『傭兵部隊』に所属しており、公演の際のポスターを執筆していた。この『傭兵部隊』ではゲームソフト開発会社・データイーストによる販促戦隊デコレンジャーの脚本や演出などを請け負っており、小野寺自身もこの企画に参加している。

## 作風・人物
ほぼ全ての作品に自身の強い信念を主張する個性的な男性キャラクターが多く登場し、それらの男性キャラクターが繰り広げる行き過ぎた熱血ギャグ漫画が多い。更にその個性の強い男性キャラクターに混ざって、個性的な美少女キャラクターも登場することが大きな特徴である。このような作風はデビュー当初から変わっておらず、島本和彦の漫画作品が目指すところであるという。そのため島本を魂の師匠と仰いでおり、大ファンであることを公言している。2011年に発行された単行本「カバディ7」第1巻の帯には島本による宣伝文が記載された。
小野寺自身の趣味が漫画作品に生かされることが多く、眼鏡をかけた少女（通称『めがねっ娘』）好きなために「義経ちゃん剣風帖」や「超時空眼鏡史メビウスジャンパー」「キミとボクとの∞」、超常現象およびオカルト好きなために「UFOおねぇさん」や「スピリチュアルぱらだいす」、「ソレミテ 〜それでも霊が見てみたい〜」などといった連載作品を執筆している。この内『めがねっ娘』に関しては強い思い入れがあり、執筆した多くの作品に『めがねっ娘』が登場し、『コミックフラッパー』2009年3月号には「2大めがね漫画家トップ対談!!」として日坂水柯との対談が掲載された。小野寺の配偶者もめがねを愛用しており、結婚式は10月1日のメガネの日に挙げたという。
その他に多数の作品において世界観を共有していることも特長であるが、他作品のキャラクター同士がリンクすることは少なく大抵は兄弟の繋がりによって同一世界観であることが判明している。そのため各作品にストーリーの繋がりはなく、ファンサービス的な面が強い。ただし「嗚呼!熱血ロリータ番長」に登場する番長と舎弟のヤスは作者のお気に入りであり、彼らを主役にした読み切りが描かれたり他作品である「妄想戦士ヤマモト」などへの登場も果たしている。
これらの作風は、初のコミカライズ作品である「魔法?そんなことより筋肉だ!」でも変わることなく一貫しており、最終巻あとがきにおいて「こんなイカれたオリジナル設定」を許可してくれた原作者に感謝を述べている。
G.B小野寺名義で描いていた成人向け漫画は女性との性行為描写が殆ど無く、男性向け成人漫画としては異色と言える。これらの作品を収録し雄出版から発売されたG.B小野寺および小野寺浩二名義の単行本と、大都社から発売されたそれらの単行本の新装版には出版社による自主規制の成年マークが記載されていない。

## 作品一覧
- 雄出版から発行された単行本5冊と大都社から発行されたそれらの単行本の新装版4冊は収録作品が異なるため、以下の数字等で収録単行本を明示する。
  - 雄出版発行→『嗚呼!熱血ロリータ番長』収録：1、『ロリータ番長RX』収録：2、『外道校長東堂源三郎』収録：3、『外道ハンターX』収録：4、『俺の名はバーサス!』収録：5
  - 大都社発行→『嗚呼!熱血ロリータ番長PS』収録：PS、『外道校長東堂源三郎DC』収録：DC、『外道ハンターX-BOX仕様』収録：BOX、『俺の名はバーサスSS』収録：SS
- ゲームアンソロジーコミックなどに掲載された二次創作作品はリストから除外する。

### 連載
- 俺の名はバーサス!（『月刊少年キャプテン』1996年6月号 - 1997年2月号）5,SS - 初連載作品。
- 妄想戦士ヤマモト（『アワーズライト』2000年9月号（創刊号） - 2002年8月号→『アワーズ増刊』2002年11月号,2003年4月号→『ヤングキングアワーズ』2003年12月号 - 2006年2月号）
  - 妄想戦士ヤマモト 妖精捜索大作戦（『ヤングキング増刊やんちゃ』Vol.3（2002年11月発売）） - 単行本『それいけ!!ぼくらの団長ちゃん』第6巻に収録。
  - 妄想戦士ヤマモト 復活編（『ヤングキングアワーズ』2014年10月号 / 2015年1月号,2月号） - 単行本『妄想戦士ヤマモト HDリマスター』上下巻に収録。
  - 妄想戦士ヤマモト2018（『Twitter』2018年7月13日[19]）[注 5]
  - フィギュアの恩返し（『ヤングキングアワーズ』2020年8月号） - 単行本未収録。
  - 妄想戦士ヤマモト（『ヤングキングアワーズ』2020年10月号） - 単行本未収録。
- それいけ!!ぼくらの団長ちゃん（『ヤングキング』2001年16号 - 2004年8号）
- 義経ちゃん剣風帖（『ヤングキング』2004年13号 - 2005年22号）
- UFOおねぇさん（『アワーズプラス』2006年4月号（創刊号） - 2007年6月号）
- 聖乙女学園血風録（『ヤングキングアワーズ』2006年10月号 - 2007年12月号）
- スピリチュアルぱらだいす（『月刊サンデージェネックス』2007年5月号 - 2009年7月号）
- キミとボクとの∞（『まんがライフMOMO』2007年12月号,2008年2月号 - 2009年2月号）
- 超時空眼鏡史メビウスジャンパー（『コミックフラッパー』2008年9月号 - 2010年2月号）
- 職業エロマンガ家（『コミックマーブル』Vol.11（2009年3月発売） - Vol.12（2009年4月発売）） - 未単行本化。
- カバディ7（『コミックフラッパー』2010年12月号 - 2012年6月号）
- 魔法使い30（『モバMAN』2010年12月31日 - 2011年12月16日） - 未単行本化[注 6]。
- 俺たちのミライ（『月刊サンデージェネックス』2012年2月号 - 4月号） - 短期集中連載、未単行本化。
- ソレミテ 〜それでも霊が見てみたい〜（『ヤングキングアワーズ』2012年9月号[注 7] - 2015年2月号） - 総合プロデューサー：石黒正数。
  - おばけ道（『ヤングキングアワーズ』2015年12月号 - 2018年3月号） - 総合プロデューサー：石黒正数。
  - 怖かった心霊スポットベスト3!!（『Twitter』2018年8月4日[22]）[注 5]
  - ソレミテ 〜それでも霊が見てみたい〜&おばけ道 特別編（『ヤングキングアワーズ』2022年3月号） - 単行本未収録。
- 姉と修羅（『ヤングコミック』2014年12月号 - 2015年11月号）
- オルガとこじらせ親父（『いぬまみれ』Vol.1 - Vol.3） - 短期集中連載、未単行本化[注 6]。
- アワーズ公式グッズ ピックアップのコーナー（『ヤングキングアワーズ』2017年12月号 - 2020年6月号） - 未単行本化。
- 魔法?そんなことより筋肉だ!（『ComicWalker』2018年5月24日 - 2020年1月24日） - 原作：どらねこ / キャラクター原案：レルシー。
- OURsの泡子ちゃん（『ヤングキングアワーズ』2020年7月号 - 連載中） - 単行本未発行。
  - OURsの泡子ちゃん 番外編（『ヤングキングアワーズ』2020年11月号） - 単行本未収録。
- おたがね\ 〜オタがためカネはなる〜（『ヤングキングアワーズ』2022年5月号 - 2024年1月号、全21話、全3巻）
- 癖神のメガミコ（『ヤングキングアワーズ』2025年6月号 - ）

### 読み切り
- 有限会社 地球防衛カンパニー（『コミックコンプ』1992年4月号） - 単行本未収録。デビュー作。
- どらごんすれいや〜劇場 番外編 ミニ英雄伝説（『ドラゴンスレイヤーマガジン』[注 8]（1992年8月発行）） - 単行本未収録。
- タイラント・ロード（『月刊少年キャプテン』1996年2月号）5,SS
- 浦島太郎の逆襲（『月刊少年キャプテン』1996年4月号）2,SS
- 嗚呼!純愛番長（『アワーズ2000』（1999年12月発売））[注 9]
  - 嗚呼!純愛番長 桜花号泣編（『アワーズ2001』（2000年4月発売））[注 9]
  - 嗚呼!熱血エスパー番長（『超人ヤングコミック』[注 10]（2003年6月発売）） - 単行本『それいけ!!ぼくらの団長ちゃん』第5巻に収録。
- がんばれ!!ぼくらの団長ちゃん（『ヤングキング』2001年6号） - 単行本『それいけ!!ぼくらの団長ちゃん』第6巻に収録。
- 燃えろ!癒し男（『ヤングキングアワーズ』2001年4月号）[注 9]
- つぼみの季節（『週刊ヤングマガジン妹増刊いもぞう』（2002年12月発売）） - 単行本未収録。
- 萌えよペン（『月刊サンデージェネックス』2003年3月号、2004年3月号） - 単行本未収録。島本和彦作『吼えろペン』のパロディ作品。
- おにぃちゃんといっしょ（『ヤングキング』2006年1号） - 単行本『UFOおねぇさん』に収録。
- 正義の妖精 ジャスティス☆マリー（『コミックフラッパー』2010年6月号） - 単行本未収録。
- ボクと八頭ヒュドラ先生のデス日記（『月刊サンデージェネックス』2010年12月号,2011年1月号） - 単行本未収録。前後編。
- プリンセス・プリズナー（『近代麻雀』2012年11月1日号,11月15日号） - 単行本未収録。前後編。
- ブタ美とメガネ（『ヤングキングアワーズ』2015年6月号） - 単行本未収録。
- サキュバス・ナイト（『ヤングコミック』2015年7月号） - 単行本『姉と修羅』に収録。
- シェヘラザード（『ヤングキングアワーズ』2015年11月号） - 単行本未収録。
- めがねよめ（『ヤングキングアワーズ』2017年2月号） - 単行本未収録。
- 眼鏡の聖杯（『ヤングキングアワーズ』2017年11月号） - 単行本未収録。
- アマビエおぢさん（『ヤングキングアワーズ』2020年5月号） - 単行本未収録。
- みんなの味方マスクオー（『ヤングキングアワーズ』2020年6月号） - 単行本未収録。
- まちわびて兄（『ヤングキングアワーズ』2020年7月号） - 単行本未収録。
- プロの流儀（『ヤングキングアワーズ』2020年9月号） - 単行本未収録。
- 姉者とネコみみ（『ヤングキングアワーズ』2020年12月号） - 単行本未収録。
- 魔法眼鏡少女リュネットちゃん（『ヤングキングアワーズ』2021年1月号,5月号,10月号） - 単行本未収録。
- がんばれ!サキュバスちゃん!（『ヤングキングアワーズ』2021年4月号） - 単行本未収録。
- ひめごと（『ヤングキングアワーズ』2021年6月号） - 単行本未収録。
- いたずらネコちゃん（『ヤングキングアワーズ』2021年7月号） - 単行本未収録。
- 眼鏡塚（『ヤングキングアワーズ』2021年9月号） - 単行本未収録。
- 俺のねーちゃんはエロくない（『ヤングキングアワーズ』2021年11月号） - 単行本未収録。
- お前の眼鏡は間違っている!（『ヤングコミック』2022年4月号） - 単行本未収録。
- お前の眼鏡は間違っている! 〜秘書編〜（『ヤングコミック』2022年5月号） - 単行本未収録。
- ばけさんぽ（『ヤングキングアワーズ』2025年9月号） - 単行本未収録。

### 小野寺浩二名義以外の作品
- 特記の無い限りG.B小野寺名義。

#### 連載（小野寺浩二名義以外の作品）
- 嗚呼!熱血ロリータ番長（『COMICプチチャイム』）1,PS
  - ロリータ番長 1P version（『COMICプチチャイム』カバー裏）2,PS
- 外道校長東堂源三郎（『コミックファンタジェンヌ』? - Vol.7→『ファンタジェンヌ』）[注 11]
- うるるちゃん一年生（『やるきまんまん』）5,BOX
- 外道ハンターX（『コミックピアス』）4,BOX

#### 読み切り（小野寺浩二名義以外の作品）
- 学園天使トゥインクル★スター[注 12] 2
- ゴールデン・ボンバー（『コミックみゃう!』）1,PS - 雉飼狂死郎名義
  - 風雲ゴールデン・ボンバー（『セーラー少女ス○ルまみれ』）1,PS
    - 風雲ゴールデン・ボンバー2（『汚された聖女』）1,PS
- 熱血!ネコみみ野郎!!（『こねこCLUB』[注 13]）1,PS
  - ネコみみ野郎の恩返し（『こねこCLUB』カバー裏） - 単行本未収録。
  - 捨てられたネコみみ野郎（『こねこCLUB』カバー裏） - 単行本未収録。
- 熱血!メイド男!（『素敵なメイドさん』[注 13]）1,PS
  - 帰ってきた熱血メイド男（『メイドさんといっしょ』[注 13]）1,PS
    - 怪奇メイド男!（『メイドさん症候群』[注 13]）1,PS
- 仮面ロリダー（『COMICプチチャイム』）2,PS
  - 仮面ロリダー〜恐怖クラゲ男の巻〜（『COMICプチチャイム』）2,PS
- アスカ忍法帳（『COMIC桃組』Vol.1（1997年4月発売））1,SS
- 魔界料理人!（『COMIC桃組』Vol.1（1997年4月発売））2,PS
- ち○く○サンチョ（『プチチャイムBROS』[注 13]）2,BOX
- 倒錯日本昔話（『プチチャイムBROS』カバー裏、『ネイキッドBOYS』Vol.1（1998年2月発売）カバー裏）2,BOX
- 黒薔薇の宴（『メイドさん症候群』）1,BOX
- 激!ブルマー教団（『COMICぶるまにあ』[注 13]）2,BOX
- ぼくたちの記念日（『めがねっ娘倶楽部』[注 13]）2,SS
- メガネ・ガイ（『めがねっ娘倶楽部』）1,SS
- 保健室へようこそ（『ネイキッドBOYS』Vol.1（1998年2月発売））2,BOX
- 嗚呼!熱血めがねっ娘番長（『コミックRX』）2,PS
- 嗚呼!熱血いもうと番長（『コミックRX』）2,PS
- 嗚呼!熱血裸エプロン番長（『コミックRX』）2,PS
- 嗚呼!熱血メイドさん番長（『コミックRX』）2,PS
- ぶる魔法少女 すこぶる☆まりん（『コミックRX』）2,BOX
- 女王様とお呼び♥（『やるきまんまん』）5,BOX
  - 女王様とお呼び♥2（『やるきまんまん』）5,BOX
- エロゲーマスタージョウ（『ファンタジェンヌ』）5,SS

### 書籍
特記の無い限り小野寺浩二名義での発行。
- 『嗚呼!熱血ロリータ番長』、雄出版 〈オレンジコミックス〉 2000年2月1日初版発行（1999年12月18日発売）、全1巻 ISBN 4-946530-94-0 - 初単行本。G.B小野寺名義。
  - 『ロリータ番長RX』、雄出版 〈オレンジコミックス〉 2000年5月1日初版発行（4月発売）、全1巻 ISBN 4-946530-10-X - G.B小野寺名義。
    - （新装版）『嗚呼!熱血ロリータ番長PS』、大都社 〈Daito Comics〉 2002年10月20日初版発行（10月5日発売）、全1巻 ISBN 4-88653-748-0
- 『外道校長東堂源三郎』、雄出版 〈オレンジコミックス〉 2000年9月1日初版発行（8月発売）、全1巻 ISBN 4-946530-21-5 - G.B小野寺名義。
  - （新装版）『外道校長東堂源三郎DC』、大都社 〈Daito Comics〉 2002年9月20日初版発行（9月発売）、全1巻 ISBN 4-88653-744-8
- 『外道ハンターX』、雄出版 〈オレンジコミックス〉 2001年1月1日初版発行（2000年11月発売）、全1巻 ISBN 4-946530-39-8 - G.B小野寺名義。
  - （新装版）『外道ハンターX-BOX仕様』、大都社 〈Daito Comics〉 2002年11月20日初版発行（11月発売）、全1巻 ISBN 4-88653-752-9
- 『俺の名はバーサス!』、雄出版 〈オレンジコミックス〉 2001年5月1日初版発行（4月発売）、全1巻 ISBN 4-86021-004-2 - 小野寺浩二名義での初単行本。
  - （新装版）『俺の名はバーサスSS』、大都社 〈Daito Comics〉 2002年12月20日初版発行（12月発売）、全1巻 ISBN 4-88653-755-3
- 『妄想戦士ヤマモト』、少年画報社 〈YKコミックス〉 2001年 - 2006年、全5巻
  1. 2001年8月15日初版発行（7月11日発売）、ISBN 4-7859-2103-X
  2. 2002年7月1日初版発行（5月29日発売）、ISBN 4-7859-2190-0
  3. 2004年4月1日初版発行（2月26日発売）、ISBN 4-7859-2401-2
  4. 2005年5月1日初版発行（3月28日発売）、ISBN 4-7859-2524-8
  5. 2006年4月1日初版発行（2月27日発売）、ISBN 4-7859-2613-9

  - （新装版）『妄想戦士ヤマモト HDリマスター』、少年画報社 〈YKコミックス〉 2015年、上下巻
    1. 上巻、2015年3月14日初版発行（2月28日発売）、ISBN 978-4-7859-5489-5
    2. 下巻、2015年3月14日初版発行（2月28日発売）、ISBN 978-4-7859-5490-1
- 『それいけ!!ぼくらの団長ちゃん』、少年画報社 〈YKコミックス〉 2002年 - 2004年、全6巻
  1. 2002年6月1日初版発行（4月24日発売）、ISBN 4-7859-2182-X
  2. 2002年10月15日初版発行（9月発売）、ISBN 4-7859-2231-1
  3. 2003年5月1日初版発行（3月26日発売）、ISBN 4-7859-2290-7
  4. 2003年10月1日初版発行（8月28日発売）、ISBN 4-7859-2340-7
  5. 2004年4月1日初版発行（2月26日発売）、ISBN 4-7859-2399-7
  6. 2004年8月1日初版発行（6月16日発売）、ISBN 4-7859-2430-6
- 『義経ちゃん剣風帖』、少年画報社 〈YKコミックス〉 2005年、全3巻
  1. 2005年2月15日初版発行（1月13日発売）、ISBN 4-7859-2502-7
  2. 2005年8月15日初版発行（7月11日発売）、ISBN 4-7859-2554-X
  3. 2006年1月15日初版発行（2005年12月9日発売）、ISBN 4-7859-2592-2
- 『聖乙女学園血風録』、少年画報社 〈YKコミックス〉 2007年、全2巻
  1. 2007年7月1日初版発行（5月28日発売）、ISBN 978-4-7859-2784-4
  2. 2008年1月15日初版発行（2007年12月10日発売）、ISBN 978-4-7859-2889-6
- 『UFOおねぇさん』、少年画報社 〈YKコミックス〉 2007年8月1日初版発行（6月28日発売）、全1巻 ISBN 978-4-7859-2806-3
- 『スピリチュアルぱらだいす』、小学館 〈サンデーGXコミックス〉 2007年 - 2009年、全4巻
  1. 2007年11月24日初版第1刷発行（11月19日発売）、ISBN 978-4-09-157115-1
  2. 2008年8月21日初版第1刷発行（8月16日発売）、ISBN 978-4-09-157146-5
  3. 2009年2月24日初版第1刷発行（2月19日発売）、ISBN 978-4-09-157169-4
  4. 2009年8月24日初版第1刷発行（8月19日発売）、ISBN 978-4-09-157185-4
- 『キミとボクとの∞』、竹書房 〈BAMBOO COMICS MOMO SELECTION〉 2009年3月5日初版発行（2月19日発売）、全1巻 ISBN 978-4-8124-7045-9
- 『超時空眼鏡史メビウスジャンパー』、メディアファクトリー 〈MFコミックス フラッパーシリーズ〉 2009年 - 2010年、全3巻
  1. 2009年2月28日初版第1刷発行（2月23日発売）、ISBN 978-4-8401-2525-3
  2. 2009年8月31日初版第1刷発行（8月22日発売）、ISBN 978-4-8401-2901-5
  3. 2010年3月31日初版第1刷発行（3月23日発売）、ISBN 978-4-8401-2992-3
- 『カバディ7』、メディアファクトリー 〈MFコミックス フラッパーシリーズ〉 2011年 - 2012年、全3巻
  1. 2011年5月31日初版第1刷発行（5月23日発売）、ISBN 978-4-8401-4002-7
  2. 2011年11月30日初版第1刷発行（11月22日発売）、ISBN 978-4-8401-4066-9
  3. 2012年6月30日初版第1刷発行（6月23日発売）、ISBN 978-4-8401-4485-8
- 『ソレミテ 〜それでも霊が見てみたい〜』、少年画報社 〈YKコミックス〉 2013年 - 2015年、全3巻
  1. 2013年7月13日初版発行（6月29日発売）、ISBN 978-4-7859-5075-0
  2. 2014年4月9日初版発行（3月26日発売）、ISBN 978-4-7859-5250-1
  3. 2015年3月14日初版発行（2月28日発売）、ISBN 978-4-7859-5488-8
- 『姉と修羅』、少年画報社 〈YKコミックス〉 2015年12月14日初版発行（11月30日発売）、全1巻 ISBN 978-4-7859-5669-1
- 『おばけ道』、少年画報社 〈YKコミックス〉 2017年2月28日初版発行（2月14日発売）、全1巻 ISBN 978-4-7859-5961-6
  - 『おばけ道 THE END』、少年画報社 〈YKコミックス〉 2018年3月14日初版発行（2月28日発売）、全1巻 ISBN 978-4-7859-6168-8
- 『魔法?そんなことより筋肉だ!』、KADOKAWA 〈MFコミックス〉 2018年 - 2020年、全4巻
  1. 2018年10月22日初版第一刷発行（同日発売）、ISBN 978-4-04-065080-7
  2. 2019年3月23日初版第一刷発行（同日発売）、ISBN 978-4-04-065575-8
  3. 2019年8月23日初版第一刷発行（同日発売）、ISBN 978-4-04-065888-9
  4. 2020年2月22日初版第一刷発行（同日発売）、ISBN 978-4-04-064283-3

### その他
- テレビアニメ「それでも町は廻っている」第5話提供バックイラスト
- テレビアニメ「僕は友達が少ない」第4話劇中に登場するヤンキー漫画
- 漫画「わびれもの」（小坂俊史）第16話ゲスト - 不忍池にあるめがね之碑を紹介した
- 展覧会「第2回 武者絵展」イラスト提供
- テレビアニメ「僕らはみんな河合荘」第4話提供バックイラスト

など。

## 師匠
中島史雄
など。

## 関連人物
石黒正数
漫画家。少年画報社の新年会にて出会ってから親交が続いている。『月刊COMICリュウ』（徳間書店）2010年3月号付録の石黒を特集した小冊子「ネムルバカ1.5巻」においても1ページ漫画を2本寄稿している他、前述の通り石黒原作のテレビアニメ「それでも町は廻っている」第5話の提供バックイラストを担当した。
また「ソレミテ 〜それでも霊が見てみたい〜」「おばけ道」には石黒が総合プロデューサーという肩書きで参加しており、漫画内で小野寺と共に心霊スポットを探検する様子が描かれている。「ソレミテ 〜それでも霊が見てみたい〜」単行本第1巻・第2巻および「おばけ道」単行本には石黒作の読み切りが収録されており、「それでも町は廻っている」の登場人物・紺双葉のイラストも第1巻初版帯へと寄稿している。
石田敦子
同じく漫画家で、お互いの単行本の帯に宣伝文を送っている（石田は小野寺の『聖乙女学園血風録』第1巻へ、小野寺は石田の『おとめ恋々』へ）。
宮尾岳
漫画家。宮尾の漫画作品「並木橋通りアオバ自転車店」に小野寺をモデルとしたキャラクター桃寺コージが登場する。なお『ヤングキング』2010年5号掲載話にて桃寺コージが結婚しているが、小野寺自身はその約1年半後に結婚している。
「ソレミテ 〜それでも霊が見てみたい〜」第8話にも参加しており、単行本第1巻に1ページ寄稿している。
この他、水上悟志や大石まさる、山東ユカ、犬上すくねなど主に少年画報社や小学館にて活動する漫画家と親交が多い。